# Помилка єдиної причини
Помилка єдиної причини, також відома як комплексна причина, надмірне спрощення причин, причинний редукціонізм, це неформальна помилка сумнівної причини, яка виникає, коли припускається, що існує єдина проста причина результату, тоді як насправді він міг бути викликаний лише кількома спільними достатніми причинами.
Помилку єдиної причини можна логічно звести до: «X викликало Y; отже, X було єдиною причиною Y» (хоча A, B, C… і т. д. також сприяли Y.)
Надмірне причинно-наслідкове спрощення — це особливий вид помилкової дилеми, де об'єднані можливості ігноруються. Іншими словами, можливими причинами вважаються «A або B або C», якщо «A і B і C» або «A і B, а не C» (і т. д.) не беруться до уваги.